# Villa Avallone Tufarelli
Villa Marzano è una villa di delizie situata a San Giorgio a Cremano in via Enrico Pessina.
La dimora viene comunemente annoverata tra le ville del Miglio d'oro di Napoli anche se la sua costruzione non risale al Settecento bensì al Cinquecento, quando la famiglia Bimonti la scelse per trascorrere la villeggiatura.
L'impianto attuale risale alla seconda metà del Settecento, quando la proprietà della villa passò da Pietro Avallone, che l'aveva rilevata dai Bimonti, al barone Gennaro Tufarelli i cui discendenti sono tuttora proprietari della dimora.
L'edificio presenta la pianta a doppia “L” caratteristica delle ville del Miglio d'oro.
La doppia “L” è saldata in corrispondenza dell'atrio a cui segue un ampio porticato che si affaccia sul cortile retrostante.
Gli ampi spazi coperti da volte basse creano un asse prospettico ortogonale rispetto a quello principale e si concludono con un arco ribassato all'interno del quale, alla destra di chi entra, si inquadra la scala a blocco da cui inizia la prima rampa con balaustra in piperno.
I due bracci dell'edificio sono sovrastati da due ampie terrazze che formano un tutt'uno con il balcone che dà sul giardino e sul loggiato e dalle quali è ancora possibile scorgere il Vesuvio.
L'esedra terminale del cortile, attraverso la quale si accede al giardino, alla fine delle colonne cruciformi collocate tra i cancelli presentava fontane, statue e busti in marmo che però sono andati perduti.
Il giardino era molto ampio tant'è che giungeva fino alla confinante Portici dove esisteva un secondo ingresso mediante il quale si accedeva alla villa attraversando prima il parco.
A completare la struttura, immediatamente all'esterno della villa si trova una cappellina privata  dedicata all'Immacolata Concezione.